# 美國製造業
美国制造业是指製造業在美國的發展情況。 從製造業規模來說，美国是世界第三大實體，仅次于中华人民共和国和欧洲联盟，2018年第一季度的製造業產值达到2.00万亿美元，高于经济大衰退前的峰值1.95万亿美元（2007年），创历史新高。2016年12月，美国制造业的就業人數為1235万人，2017年12月達到1256万人。虽然製造業仍然佔美国经济很大一部分比重，但在2018年第一季度，制造业对GDP的贡献低于金融、保险、房地产、租赁和出租、专业和商业服务等行業。尽管经济大衰退後美國制造业强劲复苏，並且產值在2018年创下历史新高，但制造业就业人数自1990年代以来一直在下降。